# 格倫 (蒙大拿州)
格倫（英語：Glen）是位於美國蒙大拿州比弗黑德縣的普查規定居民點。

## 歷史
格倫的郵局自1950年營運至今。

## 人口
根據2020年美國人口普查的數據，格倫的面積為0.75平方千米，皆為陸地。當地共有人口28人，而人口密度為每平方千米37.33人。